# Rawh ibn Zinbà
Rawh ibn Zinbà al-Judhamí (àrab: رَوْح بن زنباع الجذامي, Rawḥ b. Zinbāʿ al-Juḏāmī) o, més senzillament, Rawh ibn Zinbà (?-703), fou un cap tribal àrab partidari dels omeies contra els zubàyrides durant la segona guerra civil (683-692).
Va exercir diverses funcions però no era considerat partidari dels omeies. El 683/684 el governador omeia del jund de Filistín, Hassan ibn Màlik ibn Bàhdal al-Kalbí, va abandonar el territori i va deixar com a delegat a Rawh, que igualment es va haver de retirar al cap de poc davant l'hostilitat dels caps tribals contra els omeies i especialment de Nàtil ibn Qays, hostil a Rawh dins els Judham. Aquest darrer prengué el control del jund i va proclamar la fidelitat a Ibn az-Zubayr, més per assegurar el seu poder que per autèntica lleialtat, mentre que Rawh feia just el contrari, pels mateixos motius però oposats. Després de la victòria dels kalbites a Marj ar-Ràhit, Nàtil va haver de fugir de Filistín i Rawh va recuperar el govern que li fou reconegut pel califa. Després fou conseller del nou califa Abd-al-Màlik ibn Marwan (685).
Va morir el 703.